# Сан Грато (Бјела)
Сан Грато је насеље у Италији у округу Бијела, региону Пијемонт.
Према процени из 2011. у насељу је живело 57 становника. Насеље се налази на надморској висини од 433 м.